# Águia de Marabá FC
Águia de Marabá Futebol Clube – brazylijski klub piłkarski z siedzibą w Marabá w stanie Pará.

## Historia
Águia de Marabá Futebol Clube został założony 22 stycznia 1982. W 1999 klub otrzymał profesjonalny status i przystąpił do pierwszej ligi stanowej. W 2008 klub dotarł do finału rozgrywek stanowej w którym uległ wielokrotnemu mistrzowi Remo Belém.
Dzięki temu klub zakwalifikował się do rozgrywek Copa do Brasil oraz Campeonato Brasileiro Série C. W Série C klub dotarł fazy finałowej rozgrywek, zajmując ostatecznie 5. miejsce. W kolejnych latach Águia zajmowała w Série C: 12, 8 i 10. miejsce.
W 2010 po raz drugi zdobyła wicemistrzostwo stanu, przegrywając w finale z Paysandu SC.

## Sukcesy
- 5 sezonów w Campeonato Brasileiro Série C: 2008- .
- wicemistrzostwo stanu Pará – Campeonato Paraense (2): 2008, 2010.